# Cisewie
Cisewie (dodatkowa nazwa w j. kaszub. Cësewié) – wieś kaszubska w Polsce, położona w województwie pomorskim, w powiecie kościerskim, w gminie Karsin.
W latach 1975–1998 miejscowość należała administracyjnie do województwa gdańskiego.

## Nazwy źródłowe miejscowości
niem. Cissowie (1884), Eibenfelde (od 1894), dawniej Czissowo, Czieszowa

## Historia
W 1894 roku podczas germanizacji historycznego nazewnictwa pomorskiego Niemcy zastąpili nazwę historyczną Cissowie poprzez sztuczną i obcą kulturowo formę Eibenfelde. 

## Zabytki
Według rejestru zabytków NID na listę zabytków wpisany jest park dworski wraz z alejami dojazdowymi, poł. XVIII w., nr rej.: A-1225 z 14.12.2001.